# Гайтаниново
Гайтани́ново (болг. Гайтаниново) — село в Благоєвградській області Болгарії. Входить до складу громади Хаджидимово.

## Населення
За даними перепису населення 2011 року у селі проживали 75 осіб, з них 74 особи (98,7%) — болгари.
Розподіл населення за віком у 2011 році:
Динаміка населення:

## Відомі особистості
В поселенні народився:
- Спас Жостов (1881—1925) — болгарський військовий діяч.